# Denmark Open 1994
Die Denmark Open 1994 waren eines der Top-10-Turniere des Jahres im Badminton in Europa. Sie fanden Mitte Oktober in Esbjerg statt.

## Sieger und Platzierte
| Disziplin    | Gold                                    | Silber                              | Bronze                                  |
| ------------ | --------------------------------------- | ----------------------------------- | --------------------------------------- |
| Herreneinzel | Poul-Erik Høyer Larsen                  | Alan Budikusuma                     | Thomas Johansson                        |
| Herreneinzel | Poul-Erik Høyer Larsen                  | Alan Budikusuma                     | Fung Permadi                            |
| Dameneinzel  | Camilla Martin                          | Lim Xiaoqing                        | Xu Li                                   |
| Dameneinzel  | Camilla Martin                          | Lim Xiaoqing                        | Christine Magnusson                     |
| Herrendoppel | S. Antonius Budi Ariantho Denny Kantono | Jon Holst-Christensen Thomas Lund   | Jens Eriksen Christian Jakobsen         |
| Herrendoppel | S. Antonius Budi Ariantho Denny Kantono | Jon Holst-Christensen Thomas Lund   | Simon Archer Chris Hunt                 |
| Damendoppel  | Christine Gandrup Lim Xiaoqing          | Marlene Thomsen Anne Mette van Dijk | Gillian Gowers Lisbet Stuer-Lauridsen   |
| Damendoppel  | Christine Gandrup Lim Xiaoqing          | Marlene Thomsen Anne Mette van Dijk | Julie Bradbury Joanne Goode             |
| Mixed        | Thomas Lund Marlene Thomsen             | Simon Archer Julie Bradbury         | Liu Di Zhang Jin                        |
| Mixed        | Thomas Lund Marlene Thomsen             | Simon Archer Julie Bradbury         | Jon Holst-Christensen Catrine Bengtsson |

## Finalresultate
| Disziplin    | Sieger                               | Finalist                            | Ergebnis           |
| ------------ | ------------------------------------ | ----------------------------------- | ------------------ |
| Herreneinzel | Poul-Erik Høyer Larsen               | Alan Budikusuma                     | 17-18, 15-4, 15-10 |
| Dameneinzel  | Camilla Martin                       | Lim Xiaoqing                        | 11-5, 5-11, 12-11  |
| Herrendoppel | Denny Kantono Antonius Budi Ariantho | Thomas Lund Jon Holst-Christensen   | 15-8, 5-15, 15-9   |
| Damendoppel  | Lim Xiaoqing Christine Magnusson     | Marlene Thomsen Anne Mette van Dijk | 15-12, 7-15, 15-2  |
| Mixed        | Thomas Lund Marlene Thomsen          | Simon Archer Julie Bradbury         | 15–8, 15–3         |

## Ergebnisse

### Herreneinzel
- Ge Cheng –  Zhuo Yang: 9-15 / 15-9 / 15-3
- Andy Chong –  Davincy Saha: 15-6 / 15-12
- Pierre Pelupessy –  Kin Meng Horatius Hwang: 15-1 / 15-6
- Jan Jørgensen –  Johnny Sørensen: 15-7 / 15-3
- Peter Espersen –  Rikard Magnusson: 15-8 / 15-7
- Robert Liljequist –  Xie Yangchun: 15-9 / 15-9
- Anders Boesen –  Thomas Søgaard: 15-18 / 15-6 / 15-9
- Peter Gade –  Dharma Gunawi: 15-7 / 15-9
- Søren B. Nielsen –  Joris van Soerland: 15-4 / 7-15 / 15-5
- Yu Jinhao –  Darren Hall: 10-15 / 15-9 / 15-11
- Fung Permadi –  Jens Meibom: 15-5 / 15-4
- Peter Rasmussen –  Thomas Madsen: 15-10 / 15-9
- Martin Lundgaard Hansen –  Kim Nam Oh: 15-1 / 15-3
- Chen Gang –  Claus Olsen: 15-9 / 15-10
- Lasse Lindelöf –  Morten Boesen: 15-4 / 15-13
- Henrik Aastrom –  Peter Knowles: 15-9 / 15-6
- Thomas Stuer-Lauridsen –  Budi Santoso: 15-8 / 15-5
- Ge Cheng –  Andy Chong: 15-7 / 15-5
- Thomas Johansson –  Michael Tedjakusuma: 15-10 / 15-18 / 17-14
- Pierre Pelupessy –  Jan Jørgensen: 17-14 / 15-6
- Alan Budikusuma –  Anders Nielsen: 15-3 / 15-10
- Peter Espersen –  Robert Liljequist: 15-8 / 18-16
- Claus Simonsen –  Yu Lizhi: 15-7 / 15-1
- Peter Gade –  Anders Boesen: 15-11 / 15-6
- Søren B. Nielsen –  Yu Jinhao: 18-17 / 15-3
- Sun Jun  –  Torben Carlsen: 15-10 / 15-6
- Fung Permadi –  Peter Rasmussen: 15-6 / 15-11
- Jens Olsson –  Jacob Østergaard: 15-8 / 9-15 / 15-4
- Chen Gang –  Martin Lundgaard Hansen: 17-14 / 15-8
- Jeroen van Dijk –  Indra Wijaya: 15-13 / 15-9
- Lasse Lindelöf –  Henrik Aastrom: 17-14 / 15-1
- Poul-Erik Høyer Larsen –  Jesper Olsson: 15-5 / 15-6
- Ge Cheng –  Thomas Stuer-Lauridsen: 17-16 / 15-14
- Thomas Johansson –  Pierre Pelupessy: 15-6 / 15-10
- Alan Budikusuma –  Peter Espersen: 14-17 / 15-10 / 15-13
- Claus Simonsen –  Peter Gade: 6-15 / 15-9 / 15-6
- Sun Jun  –  Søren B. Nielsen: 15-8 / 15-11
- Fung Permadi –  Jens Olsson: 16-18 / 15-11 / 15-7
- Chen Gang –  Jeroen van Dijk: 15-8 / 11-15 / 15-12
- Poul-Erik Høyer Larsen –  Lasse Lindelöf: 15-2 / 15-8
- Thomas Johansson –  Ge Cheng: 15-8 / 15-4
- Alan Budikusuma –  Claus Simonsen: 15-6 / 15-2
- Fung Permadi –  Sun Jun: 17-15 / 11-15 / 15-9
- Poul-Erik Høyer Larsen –  Chen Gang: 15-8 / 15-7
- Alan Budikusuma –  Thomas Johansson: 15-5 / 15-1
- Poul-Erik Høyer Larsen –  Fung Permadi: 15-7 / 9-15 / 15-7
- Poul-Erik Høyer Larsen –  Alan Budikusuma: 17-18 / 15-4 / 15-10

### Dameneinzel Qualifikation
- Gong Zhichao –  Trine Pedersen: 11-7 / 11-0
- Gong Zhichao –  Rikke Poulsen: 11-2 / 11-1
- Shin Ja-young –  Marlene Bech: 11-2 / 11-4

### Dameneinzel
- Lim Xiaoqing –  Yao Jie: 11-6 / 12-10
- Anne Søndergaard –  Lee Kyung-won: 11-5 / 11-3
- Mette Sørensen –  Joanne Muggeridge: 12-10 / 4-11 / 11-5
- Liu Yuhong –  Lotte Thomsen: 11-7 / 11-5
- Gong Zhichao –  Karin Janum: 11-4 / 11-3
- Michelle Rasmussen –  Park Eun Joo: 11-7 / 11-3
- Xu Li –  Margit Borg: 11-4 / 11-7
- Marina Andrievskaia –  Tanja Berg: 11-6 / 11-6
- Lin Xiaoming –  Majken Vange: 11-5 / 11-1
- Lone Sørensen –  Alison Humby: 11-12 / 11-8 / 11-0
- Christine Magnusson –  Wang Joo Young: 11-1 / 11-0
- Lidya Djaelawijaya –  Mette Pedersen: 11-5 / 11-7
- Dai Yun –  Catrine Bengtsson: 11-6 / 11-7
- Zeng Yaqiong –  Mette Justesen: 11-2 / 11-5
- Camilla Martin –  Lin Hojland: 11-0 / 11-0
- Silvia Anggraini –  Astrid Crabo: w.o.
- Lim Xiaoqing –  Anne Søndergaard: 11-8 / 11-7
- Silvia Anggraini –  Mette Sørensen: 11-7 / 11-6
- Gong Zhichao –  Liu Yuhong: 11-1 / 8-11 / 11-8
- Xu Li –  Michelle Rasmussen: 11-5 / 11-1
- Marina Andrievskaia –  Lin Xiaoming: 2-11 / 12-10 / 11-6
- Christine Magnusson –  Lone Sørensen: 11-7 / 11-6
- Dai Yun –  Lidya Djaelawijaya: 8-11 / 11-4 / 11-0
- Camilla Martin –  Zeng Yaqiong: 11-3 / 12-10
- Lim Xiaoqing –  Silvia Anggraini: 11-8 / 11-4
- Xu Li –  Gong Zhichao: 11-8 / 11-3
- Christine Magnusson –  Marina Andrievskaia: 11-4 / 11-5
- Camilla Martin –  Dai Yun: 11-0 / 11-4
- Lim Xiaoqing –  Xu Li: 11-3 / 11-2
- Camilla Martin –  Christine Magnusson: 11-3 / 11-4
- Camilla Martin –  Lim Xiaoqing: 11-5 / 5-11 / 12-11

### Herrendoppel Qualifikation
- Torben Carlsen /  Søren Hansen –  Andy Chong /  Frank Panice: 15-2 / 15-6
- Chen Gang /  Zhuo Yang –  Kin Meng Horatius Hwang /  Dirk Sass: 15-12 / 15-3
- Mark Christiansen /  Peter Janum –  Lee Wan Wah /  Leong Kar Wai: 15-10 / 18-13
- Liu Yong /  Yu Jinhao –  Jesper Mikla /  Lars Paaske: 17-14 / 15-11
- Thomas Hovgaard /  Thomas Søgaard –  Morten Jacobsen /  Tommy Sørensen: 15-7 / 15-7
- Henrik Aastrom /  Morten Sandal –  Peter Poulsen /  Jesper Thomsen: 15-10 / 5-15 / 15-6
- Morten Arndal /  Steen Thygesen-Poulsen –  Brian T Rasmussen /  Claus Thomsen: 12-10 / 12-0
- Torben Carlsen /  Søren Hansen –  Chen Gang /  Zhuo Yang: 15-9 / 15-5
- Niels Kristensen /  John Laursen –  Mark Christiansen /  Peter Janum: 15-5 / 16-18 / 15-2
- Liu Yong /  Yu Jinhao –  Thomas Hovgaard /  Thomas Søgaard: 15-6 / 15-9
- Frederik Linquist /  Claus Simonsen –  Dharma Gunawi /  Jesper Hermansen: 5-15 / 15-11 / 15-2
- Peter Lund /  Jacob Østergaard –  Henrik Aastrom /  Morten Sandal: 15-9 / 18-16
- Chen Wei /  Yang Ming –  Morten Arndal /  Steen Thygesen-Poulsen: 15-6 / 15-3

### Herrendoppel
- Max Gandrup /  Robert Larsson –  Ron Michels /  Joris van Soerland: 17-15 / 15-2
- Seng Kok Kiong /  Hadi Sugianto –  Jesper Schou Nielsen /  Nils Skeby: 15-11 / 15-8
- Peter Lehwald /  Jens Meibom –  Niels Kristensen /  John Laursen: 15-11 / 15-8
- Lars Pedersen /  Johnny Sørensen –  Rikard Magnusson /  Mikael Rosén: 8-15 / 15-12 / 15-9
- Martin Lundgaard Hansen /  Thomas Stavngaard –  Ge Cheng /  Yu Lizhi: 15-5 / 15-9
- Thomas Damgaard /  András Piliszky –  Chew Choon Eng /  Rosman Razak: 15-11 / 15-5
- Jens Eriksen /  Christian Jakobsen –  Peter Knowles /  Julian Robertson: 18-15 / 15-7
- Liu Yong /  Yu Jinhao –  Chun Yong-suk /  Kim Nam Oh: 15-3 / 15-5
- Jan-Eric Antonsson /  Pär-Gunnar Jönsson –  Peter Gade /  Peder Nissen: 15-7 / 5-15 / 15-4
- Jan Paulsen /  Michael Søgaard –  Sun Jun  /  Xie Yangchun: 15-10 / 15-3
- Jim Laugesen /  Henrik Svarrer –  Eddeeza Saha /  Fredyno Saha: 15-8 / 15-6
- Neil Cottrill /  John Quinn –  Peter Lund /  Jacob Østergaard: 17-14 / 15-3
- Jon Holst-Christensen /  Thomas Lund –  Max Gandrup /  Robert Larsson: 15-11 / 15-5
- Peter Lehwald /  Jens Meibom –  Seng Kok Kiong /  Hadi Sugianto: 15-10 / 15-2
- Simon Archer /  Chris Hunt –  Lars Pedersen /  Johnny Sørensen: 15-8 / 15-10
- Martin Lundgaard Hansen /  Thomas Stavngaard –  Thomas Damgaard /  András Piliszky: 15-7 / 15-11
- Jens Eriksen /  Christian Jakobsen –  Liu Yong /  Yu Jinhao: 15-11 / 15-10
- Jan-Eric Antonsson /  Pär-Gunnar Jönsson –  Liu Di /  Ricky Yu Qi: 15-7 / 15-5
- Jim Laugesen /  Henrik Svarrer –  Jan Paulsen /  Michael Søgaard: 17-14 / 7-15 / 15-12
- S. Antonius Budi Ariantho /  Denny Kantono –  Neil Cottrill /  John Quinn: 15-4 / 18-13
- Jon Holst-Christensen /  Thomas Lund –  Peter Lehwald /  Jens Meibom: 15-6 / 15-1
- Simon Archer /  Chris Hunt –  Martin Lundgaard Hansen /  Thomas Stavngaard: 15-5 / 15-9
- Jens Eriksen /  Christian Jakobsen –  Jan-Eric Antonsson /  Pär-Gunnar Jönsson: 15-11 / 14-17 / 15-8
- S. Antonius Budi Ariantho /  Denny Kantono –  Jim Laugesen /  Henrik Svarrer: 15-8 / 15-9
- Jon Holst-Christensen /  Thomas Lund –  Simon Archer /  Chris Hunt: 15-5 / 17-15
- S. Antonius Budi Ariantho /  Denny Kantono –  Jens Eriksen /  Christian Jakobsen: 15-13 / 15-6
- S. Antonius Budi Ariantho /  Denny Kantono –  Jon Holst-Christensen /  Thomas Lund: 15-8 / 5-15 / 15-9

### Damendoppel Qualifikation
- Qi Li /  Yu Qiao –  Rikke Hjulmann /  Rikke Poulsen: 15-7 / 15-5
- Mette B Jensen /  Mette Justesen –  Lee Kyung-won /  Shin Ja-young: 15-9 / 15-11

### Damendoppel
- Ann Jørgensen /  Majken Vange –  Park Eun Joo /  Wang Joo Young: 15-6 / 15-12
- Helene Kirkegaard /  Rikke Olsen –  Dai Yun /  Xu Li: 15-6 / 15-7
- Deyana Lomban /  Eny Oktaviani –  Lin Xiaoming /  Liu Yuhong: 18-17 / 17-14
- Yao Jie /  Zeng Yaqiong –  Gitte Jansson /  Michelle Rasmussen: 15-6 / 15-3
- Maria Bengtsson /  Margit Borg –  Anne Søndergaard /  Lotte Thomsen: 15-8 / 18-17
- Peng Xinyong /  Zhang Jin –  Anne Katrine Lauesen /  Sara Runesten-Petersen: 15-4 / 15-3
- Christine Magnusson /  Lim Xiaoqing –  Lone Sørensen /  Mette Sørensen: 12-15 / 15-9 / 17-14
- Qin Yiyuan /  He Tian Tang –  Ann Jørgensen /  Majken Vange: 18-15 / 12-15 / 15-9
- Gillian Gowers /  Lisbet Stuer-Lauridsen –  Charlotte Madsen /  Trine Pedersen: 15-7 / 15-3
- Helene Kirkegaard /  Rikke Olsen –  Deyana Lomban /  Eny Oktaviani: 15-3 / 15-8
- Maria Bengtsson /  Margit Borg –  Yao Jie /  Zeng Yaqiong: 16-17 / 15-12 / 15-12
- Julie Bradbury /  Joanne Goode –  Joanne Muggeridge /  Lotte Olsen: 15-9 / 15-7
- Qi Li /  Yu Qiao –  Peng Xinyong /  Zhang Jin: 15-6 / 15-10
- Marlene Thomsen /  Anne Mette Bille –  Tanja Berg /  Mette Pedersen: 15-2 / 15-7
- Christine Magnusson /  Lim Xiaoqing –  Qin Yiyuan /  He Tian Tang: 15-8 / 15-12
- Gillian Gowers /  Lisbet Stuer-Lauridsen –  Helene Kirkegaard /  Rikke Olsen: 11-15 / 15-11 / 15-3
- Julie Bradbury /  Joanne Goode –  Maria Bengtsson /  Margit Borg: 18-17 / 15-6
- Marlene Thomsen /  Anne Mette Bille –  Qi Li /  Yu Qiao: 15-6 / 15-9
- Christine Magnusson /  Lim Xiaoqing –  Gillian Gowers /  Lisbet Stuer-Lauridsen: 15-11 / 15-9
- Marlene Thomsen /  Anne Mette Bille –  Julie Bradbury /  Joanne Goode: 15-12 / 15-12
- Christine Magnusson /  Lim Xiaoqing –  Marlene Thomsen /  Anne Mette Bille: 15-12 / 7-15 / 15-2

### Mixed
- Thomas Damgaard /  Helene Kirkegaard –  Lars Pedersen /  Charlotte Madsen: 12-15 / 15-11 / 15-13
- Julian Robertson /  Joanne Goode –  Chun Yong-suk /  Shin Ja-young: 15-2 / 15-2
- Jim Laugesen /  Rikke Olsen –  Thomas Stavngaard /  Ann Jørgensen: 15-11 / 15-6
- Ricky Yu Qi /  He Tian Tang –  John Quinn /  Joanne Muggeridge: 15-3 / 9-15 / 15-11
- Johnny Sørensen /  Joanne Mogensen –  Flandy Limpele /  Dede Hasanah: 10-15 / 15-12 / 15-9
- Simon Archer /  Julie Bradbury –  Christian Jakobsen /  Lotte Olsen: 15-12 / 15-6
- Liu Di /  Zhang Jin –  Morten Sandal /  Karin Janum: 15-12 / 15-6
- Jens Eriksen /  Anne Mette Bille –  Lee Sang-ki /  Lee Kyung-won: w.o.
- Thomas Lund /  Marlene Thomsen –  Yang Ming /  Qi Li: 15-9 / 15-5
- Thomas Damgaard /  Helene Kirkegaard –  Julian Robertson /  Joanne Goode: 15-18 / 15-7 / 15-4
- Jon Holst-Christensen /  Catrine Bengtsson –  Liu Yong /  Yu Qiao: 15-2 / 15-10
- Jim Laugesen /  Rikke Olsen –  Ricky Yu Qi /  He Tian Tang: 16-18 / 15-10 / 15-9
- Simon Archer /  Julie Bradbury –  Johnny Sørensen /  Joanne Mogensen: 15-10 / 15-4
- Michael Søgaard /  Gillian Gowers –  Chris Hunt /  Maria Bengtsson: 18-16 / 18-16
- Liu Di /  Zhang Jin –  Jens Eriksen /  Anne Mette Bille: 15-4 / 15-8
- Jan-Eric Antonsson /  Astrid Crabo –  Henrik Svarrer /  Lisbet Stuer-Lauridsen: 9-15 / 15-5 / 15-9
- Thomas Lund /  Marlene Thomsen –  Thomas Damgaard /  Helene Kirkegaard: 15-2 / 15-6
- Jon Holst-Christensen /  Catrine Bengtsson –  Jim Laugesen /  Rikke Olsen: 15-8 / 15-10
- Simon Archer /  Julie Bradbury –  Michael Søgaard /  Gillian Gowers: 17-16 / 8-15 / 17-15
- Liu Di /  Zhang Jin –  Jan-Eric Antonsson /  Astrid Crabo: 18-14 / 15-11
- Thomas Lund /  Marlene Thomsen –  Jon Holst-Christensen /  Catrine Bengtsson: 15-9 / 15-5
- Simon Archer /  Julie Bradbury –  Liu Di /  Zhang Jin: 15-4 / 10-15 / 15-10
- Thomas Lund /  Marlene Thomsen –  Simon Archer /  Julie Bradbury: 15-8 / 15-3